# 20.000 espècies d'abelles
20.000 espècies d'abelles (títol original en castellà, 20.000 especies de abejas) és una pel·lícula dramàtica basca que tracta la diversitat de gènere i la infància trans. És la primera pel·lícula de la directora Estibaliz Urresola Solaguren. El film va celebrar la seva estrena internacional a la 73a edició de la Berlinale (febrer 2023), festival en el qual competia dins de la selecció oficial per l'Os d'or. S'ha doblat i subtitulat al català.
És una pel·lícula coproduïda per la basca Gariza Films i la catalana Inicia Films, amb la producció associada de la també basca Sirimiri Films i amb la participació de TV3. La data de la seva estrena als cinemes, de la mà de Bteam Pictures, va ser el 21 d'abril de 2023.

## Argument
20.000 espècies d'abelles narra la història de la Cocó, una nena de 8 anys, que no encaixa amb les expectatives de la resta i no entén per què. Al seu voltant tots insisteixen a anomenar-lo Aitor, però ella no es reconeix en aquest nom ni en la mirada dels altres. L'Ane, la mare de la Cocó, bolcada en una crisi professional i sentimental, aprofitarà les vacances per viatjar amb els seus tres fills a la casa materna, estretament arrelada al cultiu d'abelles i a la producció de mel. Al poble, l'Ane intentarà ocultar la seva situació davant de tothom per desconnectar i descansar. La Cocó, en canvi, veurà les vacances com una oportunitat per mostrar-se com la nena que és.

## Repartiment
- Sofía Otero: Aitor/Cocó/Lucía.[9]
- Patricia López Arnaiz: la seva Ane.[10]
- Martxelo Rubio: el seu pare Gorka.[11]
- Unax Hayden: el seu germà Eneko.
- Andere Garabieta: la seva germanastra Nerea.
- Itziar Lazkano: la seva àvia Lita.
- Ane Gabarain: la seva bestia Lourdes.
- Sara Cozar: la seva tia valenciana Leire.
- Miguel Garcés: el seu oncle valencià Jon.